# Eger (vindistrikt)

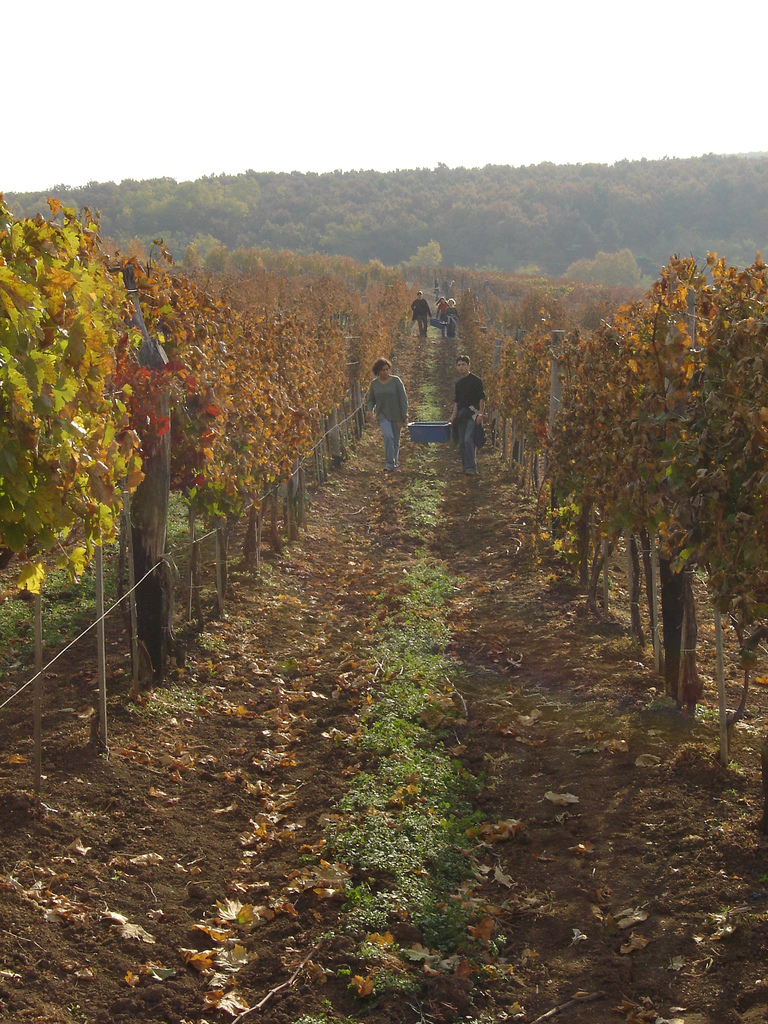
En vinodling i Eger i oktober

Eger är ett vindistrikt i norra Ungern som är mest känt för sin Egri Bikavér eller "tjurblod". Egri Bikavér är omgärdat av en myt enligt vilken "försvararna av Egri fort droppade av rött vin från skäggen och kämpade så hårt och frenetiskt mot osmanerna att de var övertygade om att ungrarna druckit tjurblod". Emmellertid odlades endast gröna druvor i Eger vid den osmanska tiden (1526/1541-1699) och historien har således tillkommit senare. Distriket odlar idag främst Blaufränkish/Kékfrankos men också Cabernet sauvignon, Portugieser och Merlot. Dessutom Ezerjó, Királyleányka och lite Kadarka.